# Yrghys
Yrghys (kasachisch Ырғыз Yrğyz, russisch Иргиз Irgis) ist ein Ort in Kasachstan.

## Geografie
Yrghys befindet sich im Westen Kasachstans im Gebiet Aqtöbe etwa 350 Kilometer südöstlich von Aqtöbe und 480 Kilometer westlich von Schesqasghan. Durch den Ort fließt der gleichnamige Fluss Irgis; die Umgebung ist durch Wüsten geprägt. Yrghys ist das Verwaltungszentrum des Audan Yrghys.

## Geschichte
Yrghys wurde 1845 als russische Festung gegründet. 1856 wurde hier eine meteorologische Station eröffnet, die heute noch immer in Betrieb ist. Am 25. Oktober 1864 wurde im Ort eine kasachische Schule eröffnet und vier Jahre später erhielt er die Stadtrechte und wurde zum Verwaltungszentrum eines Rajon in der Oblast Turgai im Russischen Reich. 1879 wurde eine Russisch-kasachische Schule eröffnet und vier Jahre später eine öffentliche Bibliothek, die erste dieser Art auf kasachischen Territorium. 1887 wurde mit der Unterstützung von Ybyrai Altynsarin die erste kasachische Frauenschule eröffnet und auch ein Krankenhaus und ein Postamt wurden in den folgenden Jahren eingerichtet.
1925 verlor Yrghys den Status als Stadt wieder. 1955 wurde der Regionalflughafen der Stadt eröffnet und der Flugverkehr in die Provinzhauptstadt Aktjubinsk aufgenommen. 1975 wurde in Yrghys eine Frischwasserleitung installiert. Am 26. Oktober 1976 wurde der Bau eines 120 Meter hohen Fernsehturms abgeschlossen.

## Bevölkerung
Bei der Volkszählung 1999 hatte Yrghys 5329 Einwohner. Die letzte Volkszählung 2009 ergab für den Ort eine Einwohnerzahl von 5410. Die Fortschreibung der Bevölkerungszahl ergab zum 1. Januar 2025 eine Einwohnerzahl von 6791.
| Einwohnerentwicklung | Einwohnerentwicklung | Einwohnerentwicklung | Einwohnerentwicklung | Einwohnerentwicklung | Einwohnerentwicklung | Einwohnerentwicklung | Einwohnerentwicklung |
| 1897                 | 1939                 | 1959                 | 1970                 | 1979                 | 1989                 | 1999                 | 2009                 |
| -------------------- | -------------------- | -------------------- | -------------------- | -------------------- | -------------------- | -------------------- | -------------------- |
| 1542                 | 3190                 | 2756                 | 3145                 | 4547                 | 5420                 | 5329                 | 5410                 |

## Verkehr
In Yrghys endet die kasachische Fernstraße A26, die über Schalqar und Jembi nach Qandyaghasch führt. Diese kreuzt in der Nähe des Ortes die M32, eine wichtige Verbindung im Westen des Landes, die auch als Europastraße 38 bezeichnet wird. Sie verläuft in nördlicher Richtung weiter über Aqtöbe und Oral zur russischen Grenze und schließlich weiter nach Samara. In südlicher Richtung führt diese über Qysylorda bis nach Schymkent.

## Persönlichkeiten
- Erke Esmahan (* 1984), Popsängerin und Schauspielerin